# Potwór (album)
Potwór – trzecia studyjna płyta polskiego zespołu ska Vespa. Płyta wydana w 2007 nakładem Showbiz Monstaz Records.
Na krążku znalazło się 16 utworów w tym jeden bonus: Kieszonkowiec Darek – cover grupy Partia.

## Lista utworów
1. Introdakszyn by Artur Tatowski
2. Potwór
3. Nie kłam
4. Fajny chłopak
5. Gorące lato w mieście
6. Kaliber 32
7. Koltrejn
8. Massa
9. Bonnie & Clyde
10. Się wkurwiasz, się puszysz, się dusisz
11. Też to wiesz
12. Bujaj się
13. Wilkołak
14. Intro
15. Przerywnik
16. Kieszonkowiec Darek

## Skład
- Alicja – saksofon tenorowy, wokal
- Maciek – gitara, drugi wokal
- Szymon a.k.a. "Porek" – trąbka
- Krzaq – gitara basowa, drugi wokal
- Nosek – perkusja
- Waldek – puzon, wokal